# Hypena ochreavirgata
Hypena ochreavirgata är en fjärilsart som beskrevs av Tutt 1892. Hypena ochreavirgata ingår i släktet Hypena och familjen nattflyn. Inga underarter finns listade i Catalogue of Life.